# Cairo (canción)
« Cairo» es una canción de la cantautora colombiana Karol G y del cantautor y productor Ovy on the Drums . Fue escrita por Karol G, Keityn y Ovy en la batería, y producida por este último. La canción fue lanzada el 13 de noviembre de 2022, a través de Universal Music Latino, como el tercer sencillo de su cuarto álbum de estudio, Mañana Será Bonito . 

## Antecedentes
La canción fue anunciada el 8 de noviembre de 2022 a través de las plataformas de redes sociales de Karol G.  La canción fue lanzada el 13 de noviembre de 2022.

## Rendimiento comercial
"Cairo" debutó en el número 8 en el Bubbling Under Hot 100 de EE. UU. durante la lista del 3 de diciembre de 2022. Durante su octava semana en la lista, la canción alcanzó un nuevo pico en el número 7 en la lista con fecha del 4 de febrero de 2023. Durante el lanzamiento de su álbum original, Mañana Será Bonito, la canción entró en la lista Billboard Hot 100 de Estados Unidos en el número 82. Se convirtió en la primera entrada de Ovy on the Drums en la lista.
En la lista Billboard Hot Latin Songs de EE. UU. del 26 de noviembre de 2022, la canción debutó en el número 16, convirtiéndose en el debut más alto de Ovy on the Drums y la canción que alcanzó el puesto más alto en la lista. La semana siguiente, la canción alcanzó un nuevo pico en el número 11 en la lista con fecha del 3 de diciembre de 2022. Se convirtió en el vigésimo top 15 de Giraldo y el primero de Drums en la lista.
En el Billboard Global 200, la canción debutó en el número 89 de la lista con fecha del 3 de diciembre de 2022, convirtiéndose en la primera entrada de Drums en la lista. En la lista del 11 de marzo de 2023, la canción alcanzó su punto máximo de 51.

## Premios y nominaciones
| Año  | Ceremonia                        | Categoría                       | Resultado |
| ---- | -------------------------------- | ------------------------------- | --------- |
| 2023 | Premios Heat de la Música Latina | Mejor video musical             | Nominado  |
| 2023 | Premios Juventud                 | Mejor canción pop/urbana        | Nominada  |
| 2023 | Premios Nuestra Tierra           | Mejor canción dance/electrónica | Ganadora  |
| 2023 | Premios Tu Música Urbana         | Mejor canción: pop urbano       | Nominada  |

## Vídeo musical
El video musical de "Cairo" fue dirigido por Pedro Artola, filmado en El Cairo y fue lanzado en el canal de YouTube de Karol G el 13 de noviembre de 2022. 

## Actuaciones en vivo
En la 23.ª Entrega Anual del Latin Grammy, celebrada el 17 de noviembre de 2022, Karol G interpretó un mash-up de « Provenza », « Gatúbela » y «Cairo». El 10 de marzo de 2023, Karol G interpretó "Cairo" en Puerto Rico durante un espectáculo en un estadio de tres días para promocionar el álbum Mañana Será Bonito . Del 10 de agosto de 2023 al 23 de julio de 2024, Karol G se embarcó en el estadio-arena Mañana Será Bonito Tour, donde "Cairo" estuvo presente en todo el setlist.

## Listas
| Lista (2022)                          | Mejor posición |
| ------------------------------------- | -------------- |
| Argentina (Argentina Hot 100)         | 53             |
| Bolivia (Billboard)                   | 23             |
| Chile (Billboard)                     | 25             |
| Colombia (Billboard)                  | 12             |
| Ecuador (Billboard)                   | 21             |
| Global 200 (Billboard)                | 51             |
| Peru (Billboard)                      | 19             |
| Spain (PROMUSICAE)                    | 14             |
| Estados Unidos (Billboard Hot 100)    | 82             |
| Estados Unidos (Hot Latin Songs)      | 11             |
| Estados Unidos (Latin Airplay)        | 17             |
| Estados Unidos (Latin Rhythm Airplay) | 8              |
| Estados Unidos (Rhythmic)             | 24             |

| Lista (2023)                   | Posición |
| ------------------------------ | -------- |
| Global Excl. US (Billboard)    | 196      |
| US Hot Latin Songs (Billboard) | 44       |

## Certificaciones
| Región                | Certificación      | Certificaciones (unidades / ventas) |
| --------------------- | ------------------ | ----------------------------------- |
| España (PROMUSICAE)   | 4x Platino         | 240,000‡                            |
| Estados Unidos (RIAA) | 4x Platino (Latin) | 240,000‡                            |